# Trapeze (film)
Pour les articles homonymes, voir Trapèze (homonymie).
 (août 2025).
Pour plus de détails, voir Fiche technique et Distribution.
Trapeze est un court métrage documentaire américain en noir et blanc réalisé en 1894 par William K.L. Dickson.

## Fiche technique
- Genre : court métrage et documentaire dramatique
- Format : 1.33:1 - noir et blanc - muet